# Maoriata
Maoriata is een geslacht van spinnen uit de  familie van de Orsolobidae.

## Soorten
- Maoriata magna (Forster, 1956)
- Maoriata montana Forster & Platnick, 1985
- Maoriata vulgaris Forster & Platnick, 1985